# 高橋長七郎
高橋 長七郎（たかはし ちょうしちろう、1875年（明治8年）3月16日 - 1944年（昭和19年）8月1日）は、明治から昭和初期の実業家、政治家。宮城県本吉郡志津川町長、衆議院議員。

## 来歴
水沢県本吉郡、のちの宮城県本吉郡本吉村（志津川町を経て現南三陸町）で製糸業・高橋長十郎、さき の二男として生まれる。慶應義塾を卒業し、兄長平が死去したため家業を継承し旭製糸社長となった。
志津川町長、同町会議員、本吉郡会議員、同議長、宮城県会議員、宮城県産業調査会委員、本吉郡養蚕同業組合副長、同郡農会議員などを務めた。町長在任中は植林事業を推進した。
1920年（大正9年）5月の第14回衆議院議員総選挙で宮城県第6区から出馬して当選し、立憲政友会に所属して衆議院議員に1期在任。三陸沿岸の鉄道敷設を主張した。